# Ларчмонт (Нью-Йорк)
Ларчмонт (англ. Larchmont) — селище (англ. village) в США, в окрузі Вестчестер штату Нью-Йорк. Населення — 6630 осіб (2020).

## Географія
Ларчмонт розташований за координатами 40°55′33″ пн. ш. 73°45′7″ зх. д. / 40.92583° пн. ш. 73.75194° зх. д. (40.925961, -73.751960).  За даними Бюро перепису населення США в 2010 році селище мало площу 2,80 км², з яких 2,79 км² — суходіл та 0,00 км² — водойми.

## Демографія
Згідно з переписом 2010 року, у селищі мешкали 5864 особи в 2109 домогосподарствах у складі 1545 родин. Густота населення становила 2098 осіб/км².  Було 2215 помешкань (792/км²).
Расовий склад населення:
| - 92,7 % — білих - 2,5 % — азіатів - 1,5 % — чорних або афроамериканців - 0,2 % — корінних американців - 1,3 % — осіб інших рас |

До двох чи більше рас належало 1,8 %. Частка іспаномовних становила 6,3 % від усіх жителів.
За віковим діапазоном населення розподілялося таким чином: 31,8 % — особи молодші 18 років, 55,6 % — особи у віці 18—64 років, 12,6 % — особи у віці 65 років та старші. Медіана віку мешканця становила 39,8 року. На 100 осіб жіночої статі у селищі припадало 95,5 чоловіків;  на 100 жінок у віці від 18 років та старших — 91,2 чоловіків також старших 18 років.
Середній дохід на одне домашнє господарство  становив 257 534 долари США (медіана — 152 284), а середній дохід на одну сім'ю — 309 716 доларів (медіана — 225 032). За межею бідності перебувало 4,6 % осіб, у тому числі 3,0 % дітей у віці до 18 років та 4,6 % осіб у віці 65 років та старших.
Цивільне працевлаштоване населення становило 2878 осіб. Основні галузі зайнятості: науковці, спеціалісти, менеджери — 27,4 %, освіта, охорона здоров'я та соціальна допомога — 22,3 %, фінанси, страхування та нерухомість — 15,3 %.